# 바텐베르크의 빅토리아 유제니
바텐베르크의 빅토리아 유제니(독일어: Victoria Eugénie Julia Ena von Battenberg 빅토리아 유제니 율리아 에나 폰 바텐베르크[*], 1887년 10월 24일 ~ 1969년 4월 15일)는 바텐베르크 공자 하인리히와 영국 공주 베아트리스의 딸로, 알폰소 13세와 결혼하여 스페인의 왕비가 되었다. 그녀는 혈우병 보인자였다.

## 생애
빅토리아 유제니는 바텐베르크 공자 하인리히와 영국 공주 베아트리스 사이의 장녀로, 스코틀랜드의 밸모럴 성에서 태어났다. 아버지 하인리히(헨리)는 알렉산더 폰 헤센다름슈타트 공자와 공작부인 율리아 하우케 사이에서 태어난 3남이며, 어머니 베아트리스는 빅토리아 여왕의 막내딸이다. 풀 네임에서 Victoria는 외할머니, Eugenia는 대모인 프랑스 유제니 황후(외제니 드 몽티조), Julia는 친할머니의 이름에서 따왔으며, 마지막에 붙은 Ena는 "이브(Eve)'의 의미를 가지는 게일어인데 세례를 맡은 성직자의 읽기 실수 탓에 "에나(Ena)"가 되고 말았다. 이때문에 가족들로부터 '에나'라는 독특한 애칭으로 불리게 된다.
빅토리아 여왕은 막내딸 베아트리스가 자신의 곁을 떠나지 않는 것을 조건으로 결혼을 허락하였기에 에나를 포함한 베아트리스의 아이들은 빅토리아 여왕의 바로 옆에서 길러졌다. 에나는 윈저 성, 모럴, 와이트 섬 오스본 하우스에서 어린 시절을 보냈다. 여왕 곁에서 무료한 삶을 질려하던 아버지 헨리는 여왕을 설득하여 남아프리카에서의 전쟁에 참전하려 가던중 말라리아에 걸려 사망하였다. 1901년 빅토리아 여왕이 죽은 뒤, 베아트리스 공주와 4명의 아이들은 런던 켄싱턴 궁에서 살았다. 1905년, 러시아 황족의 보리스 블라디미르 대공에서 청혼받았지만, 고민 끝에 거절했다.
같은 해, 젊은 알폰소 13세가 코넛공작 아서의 딸, 패트리샤에게 프러포즈를 하기 위해 영국을 방문했다. 그러나 알폰소 13세는 패트리샤보다 그 사촌인 빅토리아 유제니에 매료되었다. 하지만 스페인의 왕비가 되기에는 에나의 친가인 바텐베르크가가 귀천상혼으로 생겨난 낮은 왕가인 점과 종교의 차이, 그리고 여왕의 자녀들에게 문제되던 혈우병 보인자일지 모른다는 점 등의 문제로 알폰소 13세의 모후 오스트리아의 마리아 크리스티나가 반대 하였으나, 에나에게 반한 왕의 고집으로 결혼은 승인되었다. 1906년 3월 5일 가톨릭으로 개종하고, 5월 31일 빅토리아 유제니와 국왕 알폰소의 결혼식이 마드리드 산 헤로니모 데 레알 교회에서 거행됐다. 국왕과 신부의 결혼식 후 왕궁에가는 길에 암살 미수 사건이 발생했다. 무정부주의자의 마테오 모랄이 발코니에서 국왕 부부의 마차를 향해 폭탄을 던진 것이다. 폭탄이 폭발한 그 순간 에나는 산타 마리아 교회를 보기위해 폭탄 반대 쪽으로 고개를 돌리고 있었고, 왕은 그런 신부를 보고 있었기에 두 사람은 무사할 수 있었다. 그러나 에나의 웨딩 드레스는 마차 근처의 근위병의 피로 물들었다.
이런 불길한 사건과 함께 시작하게 된 스페인에서 그녀는 환영받지 못했다. 그녀의 결혼 생활은 왕국의 상속자인 장남 알폰소 데 보르본 이 바텐베르그를 출산하면서 빛을 보는 듯 하였으나, 그 아들은 염려대로 혈우병을 가지고 태어났다. 에나는 혈우병의 보인자였으며 결과적으로 장남과 막내 아들은 혈우병 환자로 평생을 보내게 되었다. 알폰소 13세는 에나가 스페인 왕실에 혈우병을 퍼트렸다며 결코 용서하려고 하지 않았다. 왕은 후에 두 딸이 결혼할 때에도 혈우병 보인자인지 모른다고 말했지만 두 딸은 보인자가 아니었다.
아들들의 혈우병으로 인하여 부부 사이는 나빠졌고, 왕은 여러 여자들과 불륜을 저질렀다. 그 중에는 에나의 사촌인 갈리에라 공작 부인 베아트리체(에든버러의 베아트리스)까지 거론되었으나, 이는 사실이 아니었다. 하지만 소문으로 인하여 모후 크리스티나는 베아트리스에게 스페인을 떠라라고 했고 그녀는 거절하였으나, 결국 왕명으로 스페인을 떠나야했다.
에나는 왕비로서 국민의 의료, 구빈 교육을 위한 활동을 실시했다. 그녀는 스페인 적십자사 재구성에 진력했다. 1923년 교황으로부터 황금 장미를 수여받았다. 황금 장미가 영국 출신의 여성에게 내려진 것은 1555년 여왕 메리 1세 이후 처음이었다.
1931년 4월 14일 스페인 제2공화국의 성립으로 스페인 왕가는 망명했다. 알폰소 13세는 자신의 자발적인 망명이 국내 공화파와 보수파 사이의 내전을 기대하였다. 왕가는 프랑스, 이탈리아를 전전했다. 에나는 이후 알폰소 13세와 별거하고 홀로 영국으로 갔으나, 영국 정부의 출국 요구로 스위스로 옮겨 로잔 교외에 비에유 퐁텐(Vieille Fontaine)이라는 이름의 대저택을 사들였다.
1968년, 증손자인 펠리페 왕자(후안 카를로스 1세의 장남)의 세례식 때 대모를 맡기 위해 일시적으로 스페인으로 돌아왔다. 그리고 이듬해 1969년 로잔에서 죽었고, 로잔에 위치한 가톨릭 교회에 안치되었다. 그녀의 유해는 스페인 왕정 복고 후 1985년에 이르러, 엘에스코리알 수도원 스페인 왕가의 묘소 남편 알폰소 13세의 곁에 안치되었다.

## 자녀
| 사진 | 이름              | 생일             | 사망                   | 기타                                                                                               |
| ---- | ----------------- | ---------------- | ---------------------- | -------------------------------------------------------------------------------------------------- |
|      | 알폰소            | 1907년 5월 10일  | 1938년 9월 6일(31세)   | 코바동가 백작부인 에델미라와 결혼 후 이혼, 자녀 없음 로카포르트알투사라의 마리아와 결혼, 자녀 없음 |
|      | 하이메            | 1908년 6월 23일  | 1975년 3월 20일(66세)  | 에마누엘라 데 담피에레와 결혼 후 이혼, 자녀 없음 샤를로테 티데만와 결혼, 2남                       |
|      | 베아트리스        | 1909년 6월 22일  | 2002년 11월 22일(93세) | 치비텔라체지 공작 알렉산드로 톨로니아와 결혼, 2남 2녀                                              |
|      | 마리아 크리스티나 | 1911년 12월 12일 | 1996년 12월 23일(85세) | 제1대 마로네 백작 엔리코 마로네친차노와 결혼, 4녀                                                  |
|      | 후안              | 1913년 6월 20일  | 1993년 4월 1일(79세)   | 양시칠리아 공주 마리아 메르세데스와 결혼, 2남 2녀                                                  |
|      | 곤살로            | 1914년 10월 24일 | 1934년 8월 13일(19세)  | 요절                                                                                               |

## 참조
- "Queen Victoria Eugénie, Granddaughter of Queen Victoria (Obituary)", The Times , 16 April 1969, p.12, column E.

| 전임 오스트리아의 마리아 크리스티나 | 스페인 왕비 1906년 5월 31일~1931년 4월 14일 | 후임 그리스와 덴마크의 소피아 |